# Xã Cessna, Quận Hardin, Ohio
Xã Cessna (tiếng Anh: Cessna Township) là một xã thuộc quận Hardin, tiểu bang Ohio, Hoa Kỳ. Năm 2010, dân số của xã này là 494 người.